# 모길료프현

모길료프현의 국장

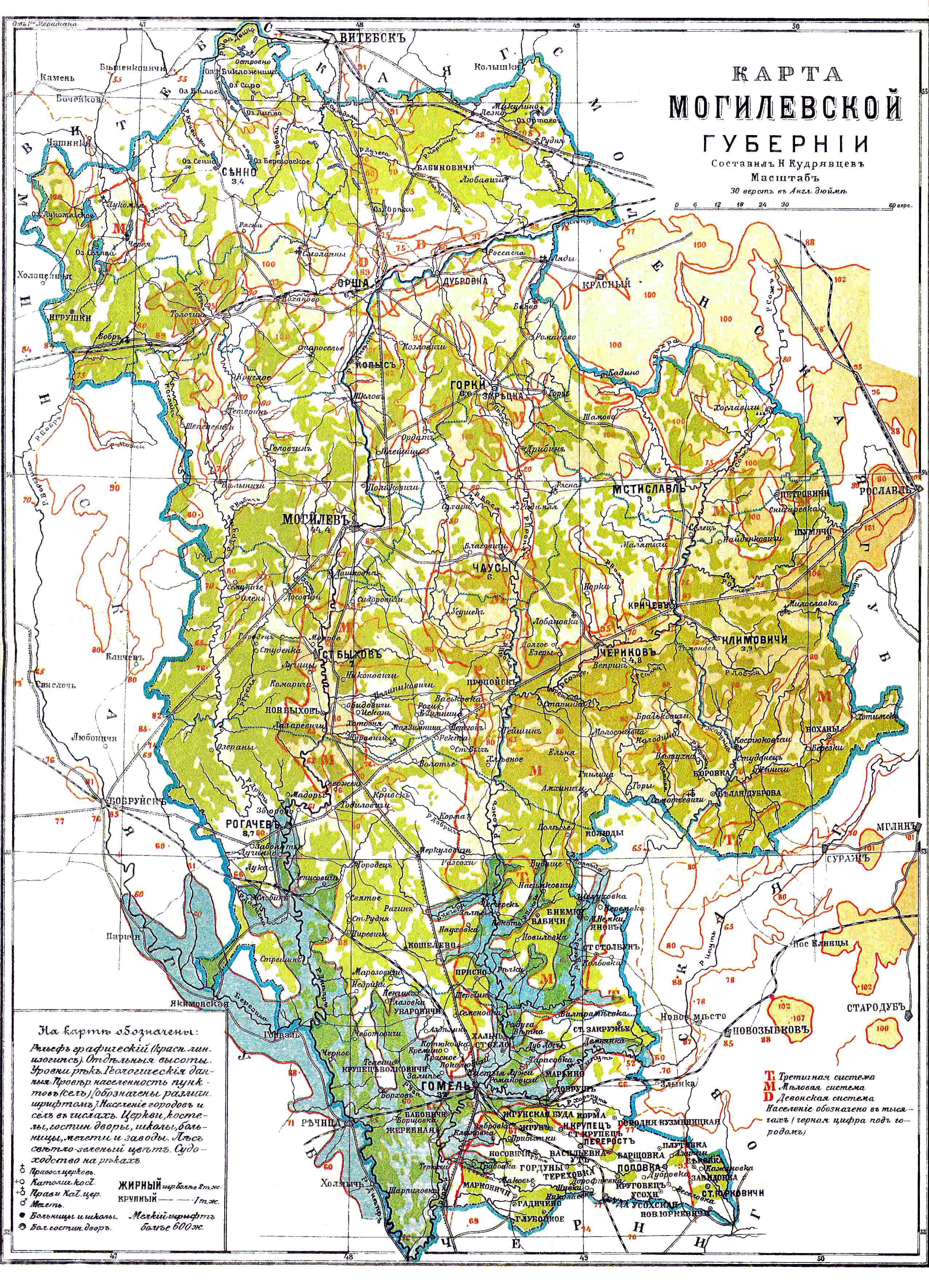
모길료프현의 지도

모길료프현(러시아어: Могилёвская губерния)은 1772년부터 1919년까지 존재했던 러시아 제국의 현으로 현도는 마힐료우(모길료프)이며 면적은 48,682km2, 인구는 1,686,764명(1897년 당시 기준)이다. 현재의 벨라루스 마힐료우주 동부, 호멜주 동부에 걸쳐 있었다. 1802년 벨라루스현에서 분리되어 신설되었다.